# Dino Bruni
Dino Bruni (* 13. April 1932 in Portomaggiore, Italien) ist ein ehemaliger italienischer Radrennfahrer. Er gehörte zu den besten Amateuren im Radsport der 1950er Jahre.
Bereits 1950 wurde Dino Bruni italienischer Meister beim Nachwuchs, nachdem er 1948 mit dem Radsport begonnen hatte. 1952 gewann Bruni die Silbermedaille bei den Olympischen Spielen in der Mannschaftswertung mit Gianni Ghidini und Vincenzo Zucconelli. Im olympischen Straßenrennen auf dem gleichen 190,4 km langen Parcours konnte er als Fünfter den Zielstrich überfahren. 1955 wurde er Dritter der Straßenweltmeisterschaft, die in diesem Jahr in Italien stattfand. Er musste sich bei den Amateuren nur seinen beiden Landsleuten Sante Ranucci und Lino Grassi geschlagen geben und kam als Solist mit 1:42 Minuten Rückstand ins Ziel. Damit bescherte er mit einem rein italienischen Siegertreppchen seinem Heimatland einen großartigen Triumph. Ein Jahr später –1956– gewann er zwei Etappen der Internationalen Friedensfahrt. Auch in diesem Jahr nahm er an den Olympischen Spielen teil, konnte aber an die Leistungen vier Jahre zuvor nicht anschließen.
Noch im Herbst desselben Jahres unterschrieb er einen Vertrag beim italienischen Radsportteam Bianchi-Pirelli. Dort konnte er 1957 seinen ersten Sieg als Profi beim Kriterium in Vezzola einfahren. 1958 gewann er bei einem Kriterium in Capri.
Im Folgejahr wechselte er zum italienischen Rennstall Ignis-Frejus, bei dem er im selben Jahr das erste Mal die Tour de France bestreiten durfte und dort zwei Etappen für sich gewinnen konnte. 1959 gewann er eine Etappe der Tour de Champagne. 1960 fuhr er zum ersten Mal beim Giro d’Italia, der Landesrundfahrt seines Heimatlandes, mit und gewann dort die erste Etappe. So konnte er einen Tag das Rosa Trikot als Führender in der Gesamtwertung tragen. Auch bei den beiden Eintagesrennen Giro della Provincia di Reggio Calabria und Coppa Sabatini konnte er jeweils als Erster über den Zielstrich fahren.
1962 wechselte Bruni zum Team Gazzola. Dort konnte er im ersten Jahr eine Etappe der Tour de Suisse und erneut eine Etappe der Tour de France für sich entscheiden. 1963 gewann er erneut die Coppa Sabatini.
Er beendete seine Profi-Karriere 1964.

## Erfolge
1952
 Olympische Spiele, Straße
1955
 Weltmeisterschaft, Straße Amateure
1956
zwei Etappen Internationale Friedensfahrt
1959
zwei Etappen Tour de France
1960
zwei Etappen Giro d’Italia
1961
Giro della Provincia di Reggio Calabria
Coppa Sabatini
1962
eine Etappe Tour de Suisse
eine Etappe Tour de France
1963
Coppa Sabatini